# Пливање на Летњим олимпијским играма 2024 — 200 м слободно за мушкарце
Трке на 200 метара слободним стилом за мушкарцњ на Летњим олимпијским играма 2024. одржале су се 28. јула (квалификације и полуфинале) и 29. јула (финале) на базену Дефанс арене у Паризу. Ова трка је тако по 16. пут била део званичног олимпијског програма од њеног званичног дебија на ЛОИ 1900. године. 
За трке у овој дисциплини било је пријављено 25 такмичара из 18 земаља.
Титулу олимпијског победника освојио је Румун Давид Попович, сребро је припало британском представнику Метјуу Ричардсу, док је бронзану медаљу освојио Лук Хобсон из Сједињених Држава.

## Освајачи медаља
|                     | Резултат |                     | Резултат |                  | Резултат |
|                     |          |                     |          |                  |          |
| Давид Попович (ROU) | 1:44.72  | Метју Ричардс (GBR) | 1:44.74  | Лук Хобсон (USA) | 1:44.79  |

## Званични рекорди
Пре почетка такмичења, званични рекорди у овој дисциплини су били следећи:
|                      | Име                 | Резултат | Место         | Датум            |
| -------------------- | ------------------- | -------- | ------------- | ---------------- |
| Светски рекорд СР    | Паул Бидерман (НЕМ) | 1:42.00  | Рим (Италија) | 28. јул 2009.    |
| Олимпијски рекорд ОР | Мајкл Фелпс (АУС)   | 1:42.96  | Пекинг (Кина) | 12. август 2008. |

## Квалификационе норме
Квалификациона норма за учешће у овој дисциплини износила је 1:46.26 и сви такмичари које су испливали трку у том времену на неком од званичних такмичења у периоду између 1. марта 2023. и 23. јуна 2024, стекли су право да учествују на Ирама у Паризу. У случају да довољан број пливача нема испливану квалификациону норму, следећи параметар је било селекционо време од 1:46.79. Свака од земаља је имала право да учествује са по максимално два такмичара по дисциплини, под условом да оба такмичара имају испливану квалификациону норму. Одређен број учесничких квота је попуњен на основу специјалних позивница земљама које немају квалификованих спортиста у пливању.

## Резултати квалификација
Квалификационе трке у дисциплини 200 метара слободно за мушкарце су пливане 28. јула у јутарњем делу програма, са почетком од 11.00 часова по локалном времену (UTC+2). У квалификацијама су учествовала 22 пливача из 18 земаља, пливало се у 4 квалификационе група, а директан пласман у полуфинале остварило је 16 пливача са најбољим резултатима.
| Пласман | Трка | Стаза | Пливач                | НОК                       | Резултат | Нап.  |
| ------- | ---- | ----- | --------------------- | ------------------------- | -------- | ----- |
| 1.      | 4    | 4     | Давид Попович         | Румунија                  | 1:45.65  | КВ    |
| 2.      | 3    | 3     | Данас Рапшис          | Литванија                 | 1:45.91  | КВ    |
| 3.      | 4    | 8     | Лукас Енво            | Белгија                   | 1:46.04  | КВ НР |
| 4.      | 4    | 5     | Хванг Сунву           | Јужна Кореја              | 1:46.13  | КВ    |
| 5.      | 2    | 5     | Максимилијан Џулијани | Аустралија                | 1:46.15  | КВ    |
| 6.      | 2    | 4     | Метју Ричардс         | Уједињено Краљевство      | 1:46.19  | КВ    |
| 7.      | 2    | 3     | Кацухиро Мацумото     | Јапан                     | 1:46.23  | КВ    |
| 7.      | 4    | 3     | Лук Хобсон            | Сједињене Америчке Државе | 1:46.23  | КВ    |
| 9.      | 4    | 2     | Томас Нил             | Аустралија                | 1:46.27  | КВ    |
| 10.     | 3    | 4     | Лукас Мертенс         | Немачка                   | 1:46.33  | КВ    |
| 11.     | 3    | 5     | Данкан Скот           | Уједињено Краљевство      | 1:46.34  | КВ    |
| 12.     | 2    | 6     | Ким Вумин             | Јужна Кореја              | 1:46.64  | КВ    |
| 13.     | 2    | 2     | Рафаел Мирослав       | Немачка                   | 1:46.81  | КВ    |
| 14.     | 2    | 1     | Денис Локтев          | Израел                    | 1:47.01  | КВ    |
| 15.     | 3    | 2     | Алесандро Рагаини     | Италија                   | 1:47.31  | КВ    |
| 16.     | 3    | 7     | Филипо Мељи           | Италија                   | 1:47.39  | КВ    |
| 17.     | 2    | 8     | Антонио Ђаковић       | Швајцарска                | 1:47.46  |       |
| 18.     | 1    | 4     | Велимир Стјепановић   | Србија                    | 1:47.56  |       |
| 19.     | 3    | 6     | Крис Џулијано         | Сједињене Америчке Државе | 1:47.60  |       |
| 20.     | 3    | 8     | Хорхе Ига             | Мексико                   | 1:48.38  |       |
| 21.     | 1    | 5     | Сашо Бошкан           | Словенија                 | 1:48.75  |       |
| 22.     | 4    | 6     | Пан Џанле             | Кина                      | 1:49.47  |       |
| 23.     | 4    | 7     | Ђи Синђе              | Кина                      | 1:49.88  |       |
| 24.     | 1    | 3     | Омар Абас             | Сирија                    | 1:53.01  |       |
| 25.     | 1    | 6     | Мухамед Ахмед Дурани  | Пакистан                  | 1:58.67  |       |
| 26      | 4    | 1     | Гиљерме Коста         | Бразил                    |          | НН    |
| 26      | 3    | 1     | Нандор Немет          | Мађарска                  |          | НН    |
| 26      | 2    | 7     | Феликс Аубек          | Аустрија                  |          | НН    |

## Резултати полуфинала
Полуфиналне трке су пливане 28. јула у вечерњем делу програма, са почетком од 20.46 часова по локалном времену. Директан пласман у финале остварило је 8 такмичара са најбољим резултатима.
| Пласман | Трка | Стаза | Пливачица             | НОК                       | Резултат | Нап. |
| ------- | ---- | ----- | --------------------- | ------------------------- | -------- | ---- |
| 1.      | 2    | 4     | Давид Попович         | Румунија                  | 1:44.53  | КВ   |
| 2.      | 2    | 7     | Данкан Скот           | Уједињено Краљевство      | 1:44.94  | КВ   |
| 3.      | 1    | 6     | Лук Хобсон            | Сједињене Америчке Државе | 1:45.19  | КВ   |
| 4.      | 1    | 2     | Лукас Мертенс         | Немачка                   | 1:45.36  | КВ   |
| 5.      | 2    | 3     | Максимилијан Џулијани | Аустралија                | 1:45.37  | КВ   |
| 6.      | 1    | 4     | Данас Рапшис          | Литванија                 | 1:45.48  | КВ   |
| 7.      | 1    | 3     | Метју Ричардс         | Уједињено Краљевство      | 1:45.63  | КВ   |
| 8.      | 2    | 6     | Кацухиро Мацумото     | Јапан                     | 1:45.88  | КВ   |
| 9.      | 1    | 5     | Хванг Сунву           | Јужна Кореја              | 1:45.92  |      |
| 10.     | 2    | 2     | Томас Нил             | Аустралија                | 1:46.18  |      |
| 11.     | 2    | 5     | Лукас Енво            | Белгија                   | 1:46.20  |      |
| 12.     | 1    | 7     | Ким Вумин             | Јужна Кореја              | 1:46.58  |      |
| 13.     | 1    | 8     | Филипо Мељи           | Италија                   | 1:46.87  |      |
| 14.     | 2    | 8     | Алесандро Рагаини     | Италија                   | 1:47.08  |      |
| 15.     | 2    | 1     | Рафаел Мирослав       | Немачка                   | 1:47.34  |      |
| 16.     | 1    | 1     | Денис Локтев          | Израел                    | 1:47.93  |      |

## Резултати финала
Финална трка је пливана 29. јула у вечерњем делу програма, са почетком од 20.41 часова по локалном времену
| Пласман | Стаза | Пливач                | НОК                       | Резултат | Нап. |
| ------- | ----- | --------------------- | ------------------------- | -------- | ---- |
|         | 4     | Давид Попович         | Румунија                  | 1:44.72  |      |
| 2       | 1     | Метју Ричардс         | Уједињено Краљевство      | 1:44.74  |      |
| 3       | 3     | Лук Хобсон            | Сједињене Америчке Државе | 1:44.79  |      |
| 4.      | 5     | Данкан Скот           | Уједињено Краљевство      | 1:44.87  |      |
| 5.      | 6     | Лукас Мертенс         | Немачка                   | 1:45.46  |      |
| 5.      | 7     | Данас Рапшис          | Литванија                 | 1:45.46  |      |
| 7.      | 2     | Максимилијан Џулијани | Аустралија                | 1:45.57  |      |
| 8.      | 8     | Кацухиро Мацумото     | Јапан                     | 1:46.26  |      |